# Jörg Kubiessa
Jörg Kubiessa (* 1964 oder 1965 in Kühlungsborn) ist ein deutscher Polizeibeamter. Seit April 2022 ist er Landespolizeipräsident der Polizei Sachsen.

## Leben
Kubiessa wurde in Kühlungsborn geboren und wuchs in Bad Doberan auf.
Er absolvierte eine Ausbildung zum Maschinen- und Anlagenmonteur an der Warnowwerft Warnemünde.
Außerdem legte er das Abitur ab und studierte von 1984 bis 1988 an der Offiziershochschule der Volksmarine „Karl Liebknecht“ in Stralsund.
Er schloss das Studium als Diplomgesellschaftswissenschaftler und Leutnant zur See ab.
Danach diente er im Marine-Hubschraubergeschwader 18 und als Politoffizier. Im Juli 1990 begann Kubiessa seine Karriere bei der Polizei Sachsen, indem er zur Volkspolizei nach Chemnitz wechselte.
Ab 2005 war Kubiessa Leiter des damaligen Polizeireviers Zwickau-Ost, ab 2009 im neu geschaffenen Revier Zwickau. Ende 2009 wurde er Leiter des Lagezentrums im Sächsischen Innenministerium. 2013 wechselte er als Leiter des Führungsstabes zur Polizeidirektion Chemnitz. Von 2019 bis 2022 war er Polizeipräsident der Landeshauptstadt Dresden. Zum 1. April 2022 wurde Kubiessa Polizeipräsident von Sachsen und in diesem Amt Nachfolger von Horst Kretzschmar, der in Pension ging. Gleichzeitig wurde Kubiessa Leiter der Abteilung 3 „Öffentliche Sicherheit und Ordnung, Landespolizeipräsidium“ im Sächsischen Innenministerium.
Kubiessa ist in zweiter Ehe verheiratet und hat zwei Töchter. Er ist Freizeitsegler.